# Desmopachria tambopatensis
Desmopachria tambopatensis är en skalbaggsart som beskrevs av K. B. Miller 2005. Desmopachria tambopatensis ingår i släktet Desmopachria och familjen dykare. Inga underarter finns listade i Catalogue of Life.